# Benešov (Moravia meridionale)
Benešov (in tedesco Beneschau) è un comune della Repubblica Ceca facente parte del distretto di Blansko, in Moravia Meridionale.